# Cryptolabis paradoxa
Cryptolabis paradoxa är en tvåvingeart som beskrevs av Osten Sacken 1860. Cryptolabis paradoxa ingår i släktet Cryptolabis och familjen småharkrankar. Inga underarter finns listade i Catalogue of Life.